# Canara Bank
Canara Bank — индийский коммерческий банк. Штаб-квартира в Бангалоре. Контрольный пакет акций принадлежит правительству Индии (69,33 % акций). В списке 2000 крупнейших публичных компаний мира Forbes Global 2000 за 2021 год банк занял 1069-е место, в том числе 250-е по размеру активов

## История
Банк был основан в 1906 году под названием Canara Hindu Permanent Fund, в 1910 году был переименован в Canara Bank. В 1969 году был национализирован вместе с 13 другими крупными банками Индии. В 1983 году было открыто первое зарубежное отделение (в Лондоне) и начат выпуск собственных кредитных карт Cancard. В 1985 году был поглощён Lakshmi Commercial Bank и открыт филиал в Гонконге. В 2002 году было проведено первичное размещение акций.
В 2020 году к банку были присоединён Syndicate Bank, что увеличило его активы банка более чем в полтора раза.

## Деятельность
Сеть банка насчитывает более 10 тысяч отделений и более 13 тысяч банкоматов. Активы на 31 марта 2021 года (конец 2020—21 финансового года) составили 11,8 трлн рупий ($159 млрд), из них 6,39 трлн пришлось на выданные кредиты, 2,86 трлн — на инвестиции в ценные бумаги (из них гособлигации Индии на 1,65 трлн). Принятые депозиты составили 10,11 трлн рупий. Основным регионом деятельности является Индия, зарубежная деятельность представлена дочерним банком в Танзании, 40-процентной долей в российском ООО «Коммерческий Индо Банк» (Commercial Indo Bank LLC, остальные акции у State Bank of India) и 4 отделениями в Лондоне, Гонконге, Нью-Йорке и Дубае, на неё приходится около одного процента выручки.